# CKXT-DT
CKXT-DT était une station de télévision ontarienne appartenant à Québecor Média basée à Toronto au Canada qui dessert surtout le Sud de l'Ontario. Originellement lancée en septembre 2003 en tant que station locale pour le grand marché de Toronto, elle transmettait la programmation de la nouvelle chaîne spécialisée Sun News Network au cours de ses derniers mois avant de cesser sa diffusion par antenne le 1er novembre 2011.

## Histoire

### Toronto One

Logo de Toronto 1 (2003-2005)

Craig Media a obtenu une licence de diffusion auprès du CRTC le 8 avril 2002 afin de lancer Toronto One qui servirait Toronto et Hamilton à l'aide d'un ré-émetteur dont la majorité de la programmation est locale. La demande était en compétition avec trois autres demandes, dont Global, Alliance Atlantis et TDNG (Torstar). CKXT est entré en ondes le 19 septembre 2003.
Craig Media possédait des stations à Calgary (CKAL), Edmonton (CKEM) et Winnipeg (CHMI) sous la bannière A-channel qui approvisionnait une partie de sa programmation du réseau Citytv, propriété de CHUM Limited qui ne possédait pas de station dans ces marchés. À la suite de cette obtention de licence, CHUM a déposé une demande afin d'ajouter une station Citytv à Edmonton et Calgary, mais la demande a été refusée. La programmation de A-Channel ne provenant pas de Citytv se retrouvait sur Toronto One.
Malheureusement, la station est un désastre financier pour Craig. La programmation locale était répétitive et la programmation de soirée consistait que de films. 8 mois plus tard le 19 mai 2004, Craig congédie 28 employés de Toronto 1 et 9 employés à CKAL Calgary et une grande portion de la programmation locale a été annulée. Rien n'a fonctionné, et Craig a été forcé de vendre sa division télévision à CHUM mais, sous les règlements du CRTC, doit se départir de CKXT.

### Sun TV

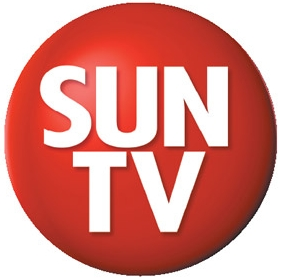
Logo de SunTV 2005-2007)

CHUM Ltd a annoncé le 12 avril 2004 son intention de faire l'acquisition de Craig Media pour 256 million $ et a accepté de vendre CKXT à Québecor Média qui a déboursé 46 million $, alors que Sun Media (filiale de Québecor) a déplacé sa propriété de 29,9 % de CP24 à CKXT. La transaction a été complétée le 2 décembre 2004. De nombreux changements ont eu lieu dans la programmation et le nom de la station est devenu Sun TV le 29 août 2005.
La situation financière n'a pas été mieux que Craig, et les obligations de contenu canadien étaient atteints en rediffusant des anciennes séries telles que King of Kensington, The Beachcombers, Danger Bay, Ready or Not, My Secret Identity, Super Dave et Side Effects, ainsi que des concerts et émissions sur la bouffe et le yoga.
À l'automne 2006, quelques séries américaines qui n'ont pas obtenu de droits de diffusion canadiennes ont été ajoutées à la programmation, dont Veronica Mars, 60 Minutes, COPS, America's Most Wanted, Girlfriends, ainsi que les feuilletons Desire et Fashion House en après-midi. CKXT a aussi acquis la programmation de jour de CHCH Hamilton (dont The Price Is Right) lorsque cette station est affiliée au réseau E! canadien.
En 2007, la station dépose une demande afin d'ajouter des ré-émetteurs à London et Ottawa afin de couvrir un territoire équivalent à CITY, CFMT et CJMT, qui a été approuvée en septembre 2007. Les ré-émetteurs sont entrés en service en 2008.
Le 1er décembre 2009, dans une réorganisation intra-société, le Groupe TVA fait l'acquisition des parts de Sun Media.

### Sun News

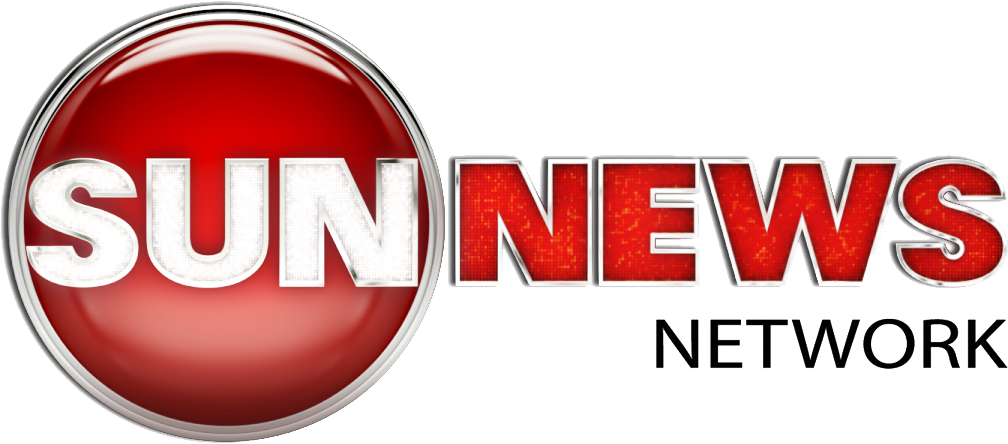
Logo Sun News Network, qui a également servi de logo « de facto » à CKXT d'avril à octobre 2011

Le 14 juin 2010, Channel Zero a acquis les droits sur presque toutes les émissions américaines diffusées par CKXT pour ses stations CHCH Hamilton et CJNT Montréal ainsi que l'indépendante CHEK Victoria, dont Smallville, Supernatural, 60 Minutes et Jimmy Kimmel Live!, ce qui débute les spéculations que Québecor Média planifiait le lancement d'une chaîne d'information en continu, ce qui fut confirmé le lendemain dont la date de lancement était prévue pour le 1er janvier 2011. Québecor Média a déposé une proposition au CRTC afin d'échanger sa licence de CKXT pour une licence de chaîne spécialisée numérique de catégorie 1 intitulée Sun TV News Channel pour 3 ans (type de licence qui n'est plus attribué), ce qui leur garantirait d'être distribué partout au Canada. Le CRTC a refusé cette demande inusitée le 15 juillet. Québecor Média a ensuite déposée une nouvelle demande pour une licence de catégorie 2 qui a été acceptée le 26 novembre 2010. La programmation consistait alors de films et d'émissions ne provenant pas d'un réseau, ainsi que des infopublicités. Les spéculations s'attendaient à ce que CKXT cesse ses activités lorsque Sun TV News entrera en ondes, partageant la console principale et le studio.
Une demande de renouvellement de la licence de CKXT a été déposée au début de 2011 afin de continuer les opérations après son expiration le 31 août 2011, indiquant que Québecor Média a l'intention de garder CKXT en ondes. À la fin du mois de mars 2011, le site web de Sun TV redirigeait vers l'adresse de Sun News Network et il a été confirmé via Twitter que CKXT diffusera la programmation de Sun News Network pour son lancement. Sun News Network est entré en ondes le 18 avril 2011.
Le Groupe TVA a commencé à négocier un prix pour la distribution de la chaîne auprès des distributeurs canadiens. Shaw Cable et Shaw Direct ont accepté, mais devant les protestations de Bell Télé qui refuse de faire payer sa clientèle pour un service distribué gratuitement par antenne (via CKXT), le Groupe TVA leur a donc demandé de retirer le service du satellite. Puisque les câblodistributeurs sont obligés de distribuer toutes les stations de télévision locales, Sun News Network est distribué via CKXT sur le service de base dont Rogers Cable, Cogeco et Bell Fibe TV. À moins qu'une entente ait été signée, ces câblodistributeurs devront retirer CKXT lorsque les émetteurs seront mis hors service.
Le 31 août 2011 à minuit, CKXT a cessé la diffusion en numérique à Ottawa pour raisons administratives. Après avoir été questionné par le CRTC, Québecor a signalé son intention de mettre fin à CKXT pour la fin du mois d'octobre 2011. Bien que les canaux 52 à 69 aient été libérés depuis le passage au numérique le 31 août 2011, CKXT a continué de diffuser en numérique à Toronto au canal 66, puisque les fréquences libérées n'ont pas encore été ré-attribuées. Ses antennes de Toronto, Hamilton et London ont été mis hors service le 1er novembre 2011 et les licences ont été révoquées le 18 novembre.